# Aglia tau
L'imperatore tau (Aglia tau (Linnaeus, 1758)) è una falena appartenente alla famiglia Saturniidae, diffusa in Eurasia.

## Descrizione
Le uova sono cilindriche, con estremità arrotondate, grandi 2,5x1,9 mm e in genere di color castagna scuro, ma a volte più chiare.
Appena uscite dall'uovo, le larve sono lunghe intorno ai 5 mm, di colore verde chiaro, coperte di tubercoli giallognoli e con cinque corna spinose e biforcate, di colore rosso e giallo (una coppia sul primo segmento, un'altra coppia dal terzo segmento toracico, e l'ultimo corno, singolo, sul  settimo segmento addominale). Man mano che il bruco cresce, le corna diventano sempre meno evidenti, fino a sparire completamente nell'ultimo stadio (il quarto o a volte il quinto), e i segmenti del corpo assumono una forma notevolmente gobbosa; inoltre, appare una singola linea gialla che percorre lateralmente tutto il corpo.
La crisalide è grande dai 22 ai 27 mm, a forma di proiettile e affusolata, ruvida e di colore marrone-nero.
L'imago ha un'apertura alare che vai dai 60 agli 84 mm, e presenta uno spiccato dimorfismo sessuale: le femmine sono infatti più grandi dei maschi e hanno le ali anteriori più appuntite. I maschi hanno inoltre colori più brillanti e disegni più marcati. Gli adulti si presentano inoltre in numerose forme, come la forma melaina (dove sono molto più scuri, comune specialmente nelle zone montane fredde), la forma ferenigra (in cui le aree submarginali delle ali sono scure), la forma cerberus (in cui le ali posteriori sono nere), la forma cupreola (in cui le femmine sono di color rame-rossiccio) e la forma decolor (in cui entrambi i sessi sono di colore pallido).

### Biologia

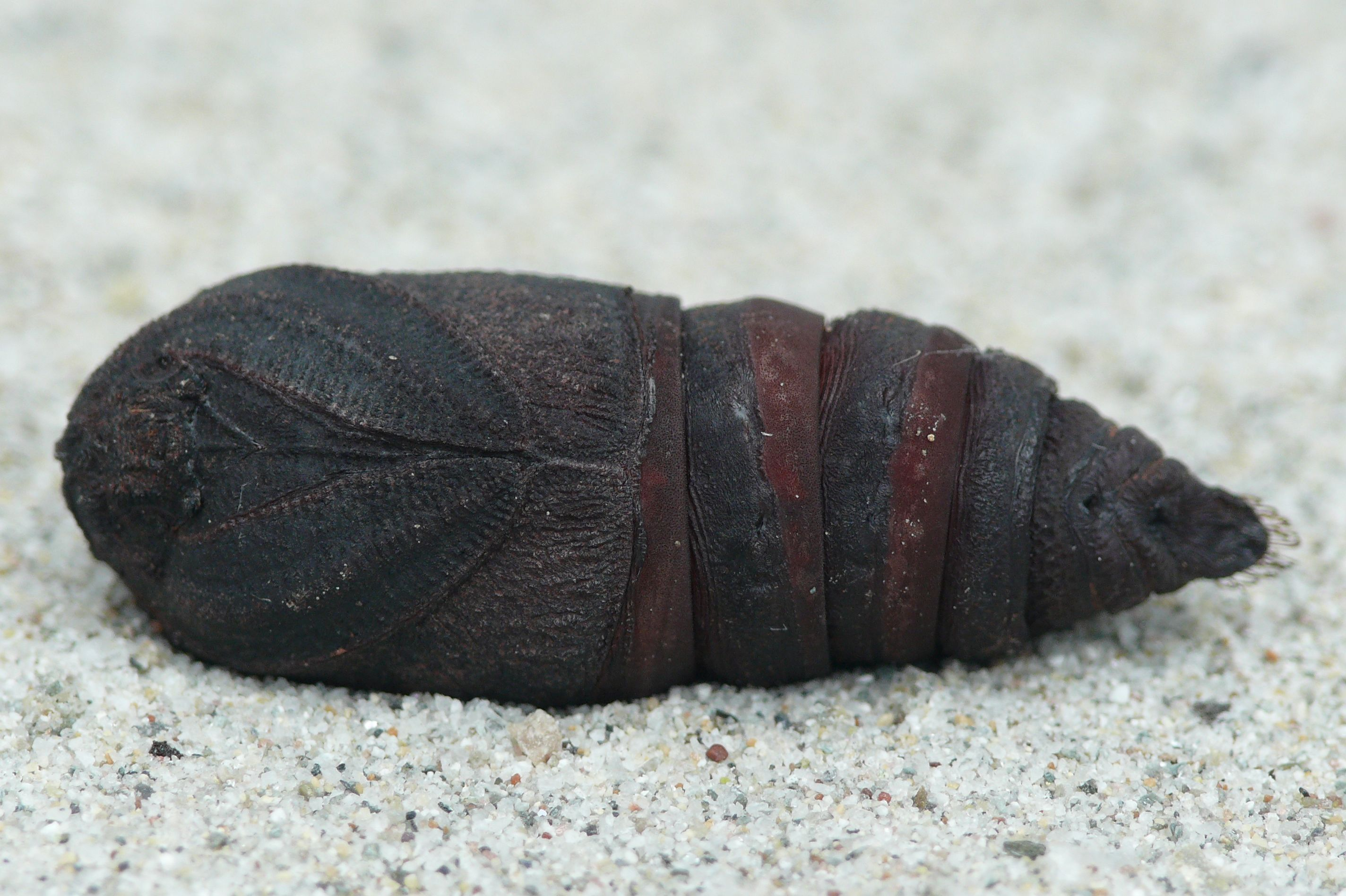
Crisalide

La specie predilige le foreste di caducifoglie, specialmente le faggete, ed è rinvenibile fino ai 1600 m slm.
Gli adulti appaiono, a seconda della latitudine e dell'altitudine, da fine marzo fino a inizio giugno, in una singola generazione che combacia con la nascita delle foglie sugli alberi.
Le femmine sono notturne, e durante le ore di buio si arrampicano sui punti più alti che riescono a raggiungere, per poi lanciarsi verso l'ombra più vicina. La mattina emettono i feromoni, spesso dalla base degli alberi che hanno scalato la notte passata. I maschi sono attivi dalla mattina presto, e nelle giornate soleggiate è possibile vederli svolazzare negli spazi aperti a diversi metri da terra seguendo l'odore delle femmine (in questi casi, non è raro che vengano scambiati per farfalle, come la Nymphalis polychloros). Una volta trovata una femmina, l'accoppiamento dura poche ore, dopodiché i maschi si allontanano per riposare e generalmente diventano inattivi da metà pomeriggio. A riposo, generalmente entrambi i sessi si collocano vicino al suolo, con le ali chiuse verticalmente sopra l'addome.
Le uova vengono deposte in file di massimo dieci elementi, sui rami e la corteccia degli alberi, e si schiudono in genere dopo 10-12 giorni. I bruchi, inizialmente gregari, diventano presto solitari e sedentari; mangiano preferibilmente di foglie di faggio o, nelle foreste di bassopiano, di salice e tiglio; possono nutrirsi però anche di varie altre specie di alberi e cespugli, inclusi quercia, carpino, betulla, acero, nocciolo, pero, melo, sorbo degli uccellatori, ontano e biancospino.
Nelle ultime fasi, i bruchi spesso riposano in foglie arrotolate tra un pasto e l'altro. Una volta cresciuti a sufficienza, si impupano tra i detriti alla base dei tronchi, senza bozzolo, e svernano in questo modo.
La specie è bersaglio di alcune specie di tachinidi parassitoidi, nello specifico Drino lota e Senometopia separata.

## Distribuzione
È una specie diffusa nel nord dell'ecozona paleartica. In Europa, è attestata in gran parte dell'area continentale. In Giappone è assente.

## Tassonomia
La specie include le seguenti sottospecie:
- Aglia tau subsp. amurensis Jordan, 1911
- Aglia tau subsp. brunnea Lempke, 1960
- Aglia tau subsp. cerretanica Rougeot, 1965
- Aglia tau subsp. eumense Gomez-Bustillo, 1980
- Aglia tau subsp. homora Jordan, 1911
- Aglia tau subsp. japonica Leech, 1889
- Aglia tau subsp. microtau Inoue, 1958
- Aglia tau subsp. spaniolissima Gomez-Bustillo, 1980

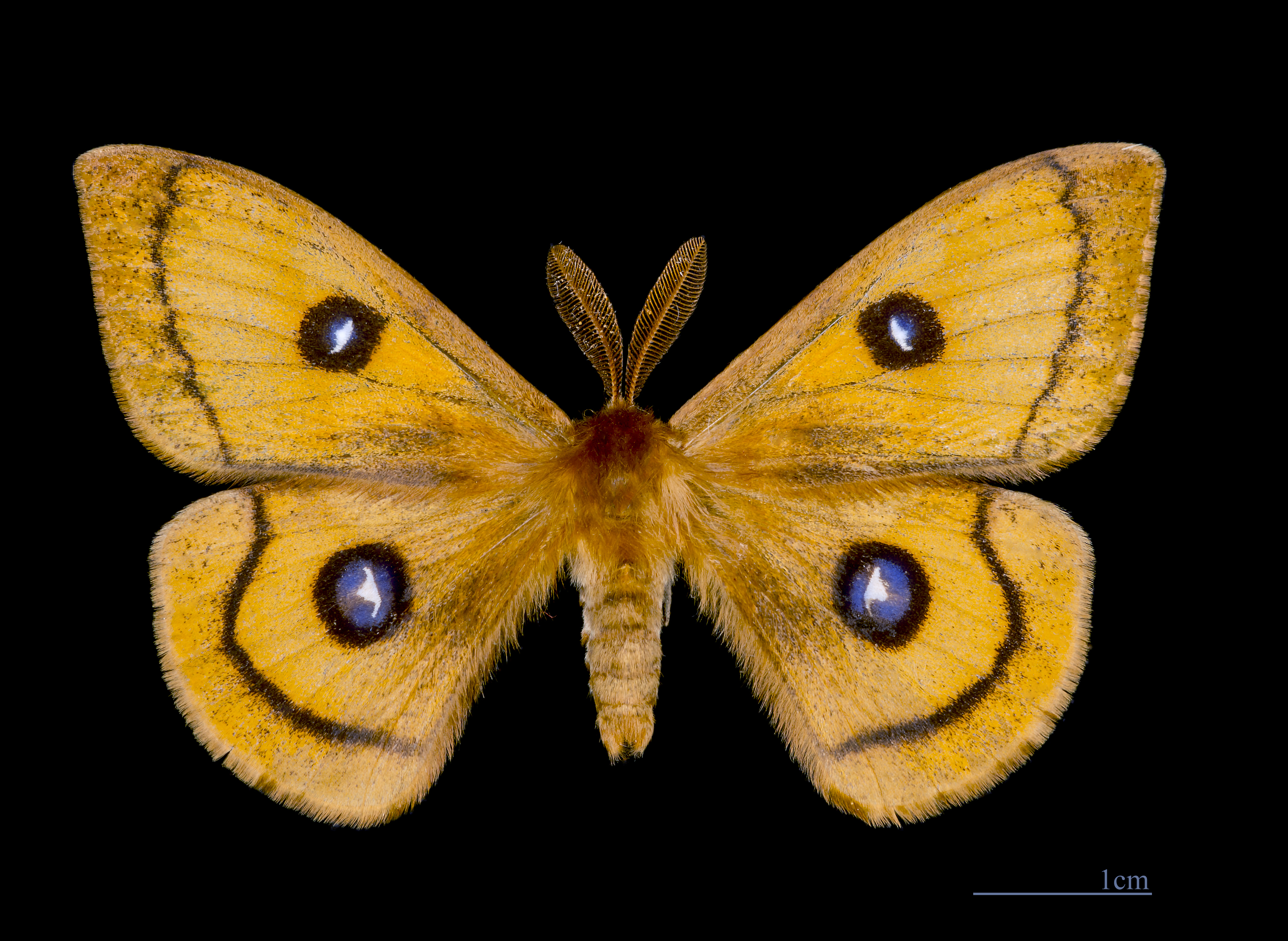
♂
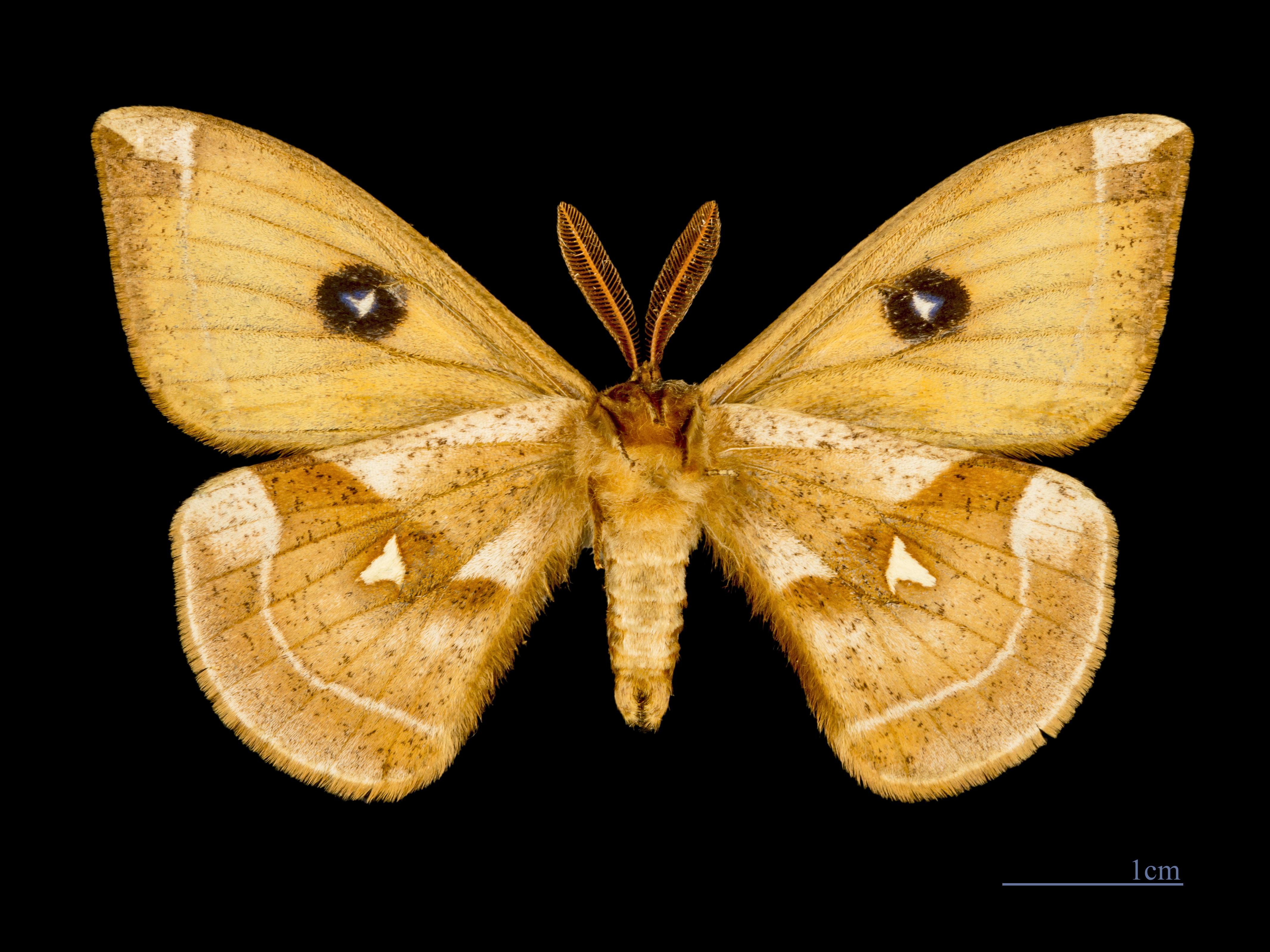
♂ △
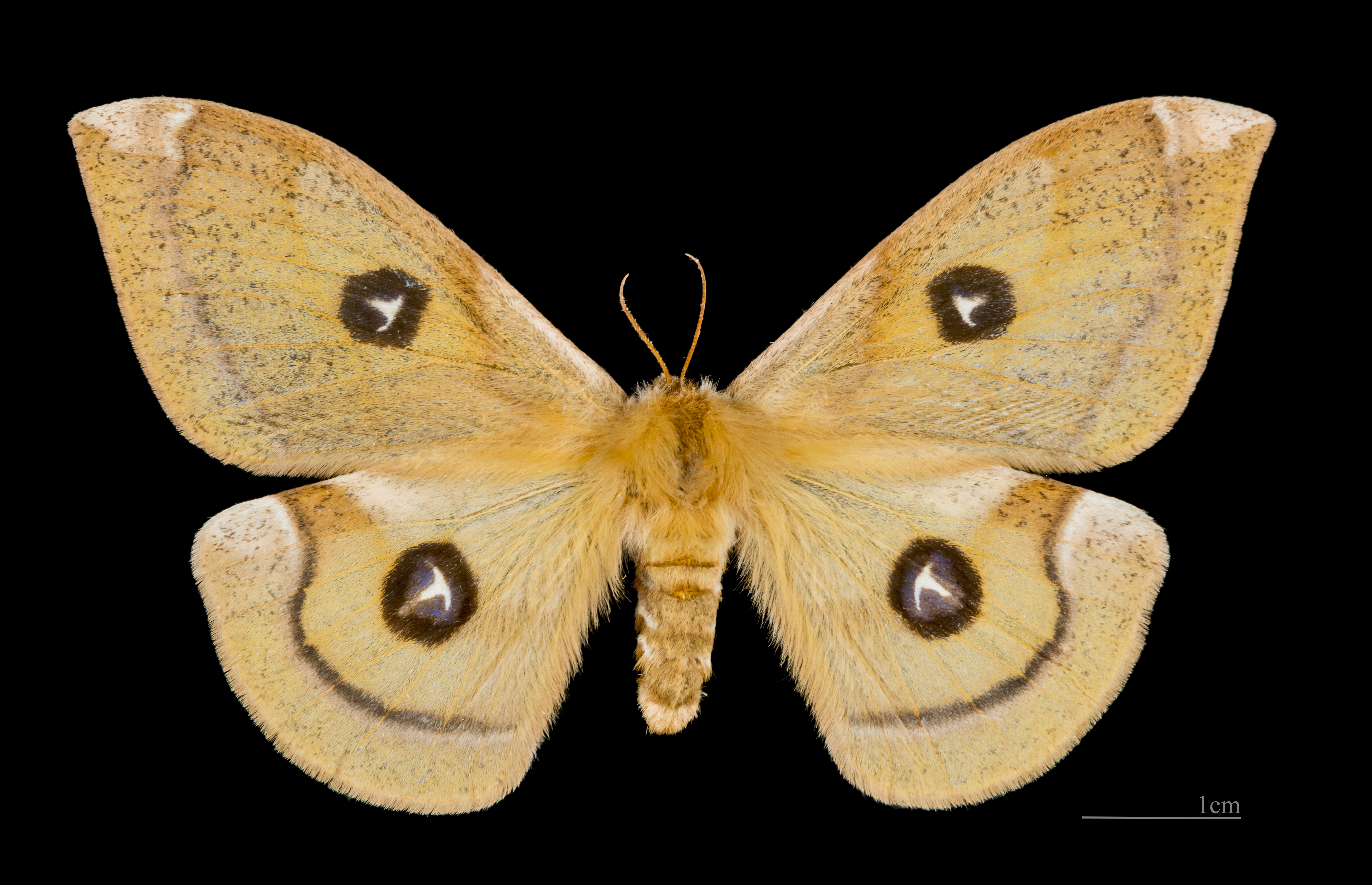
♀
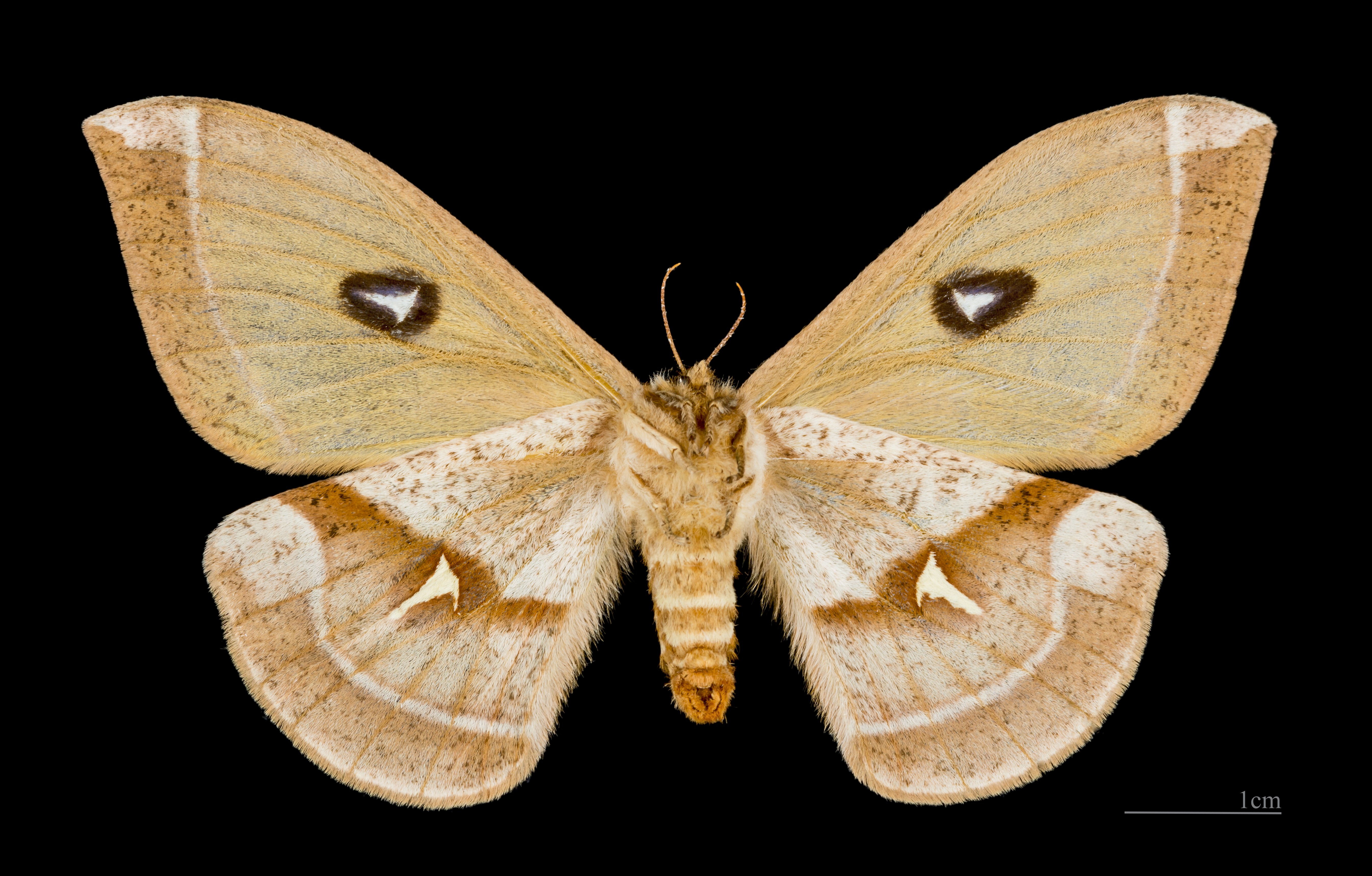
♀ △

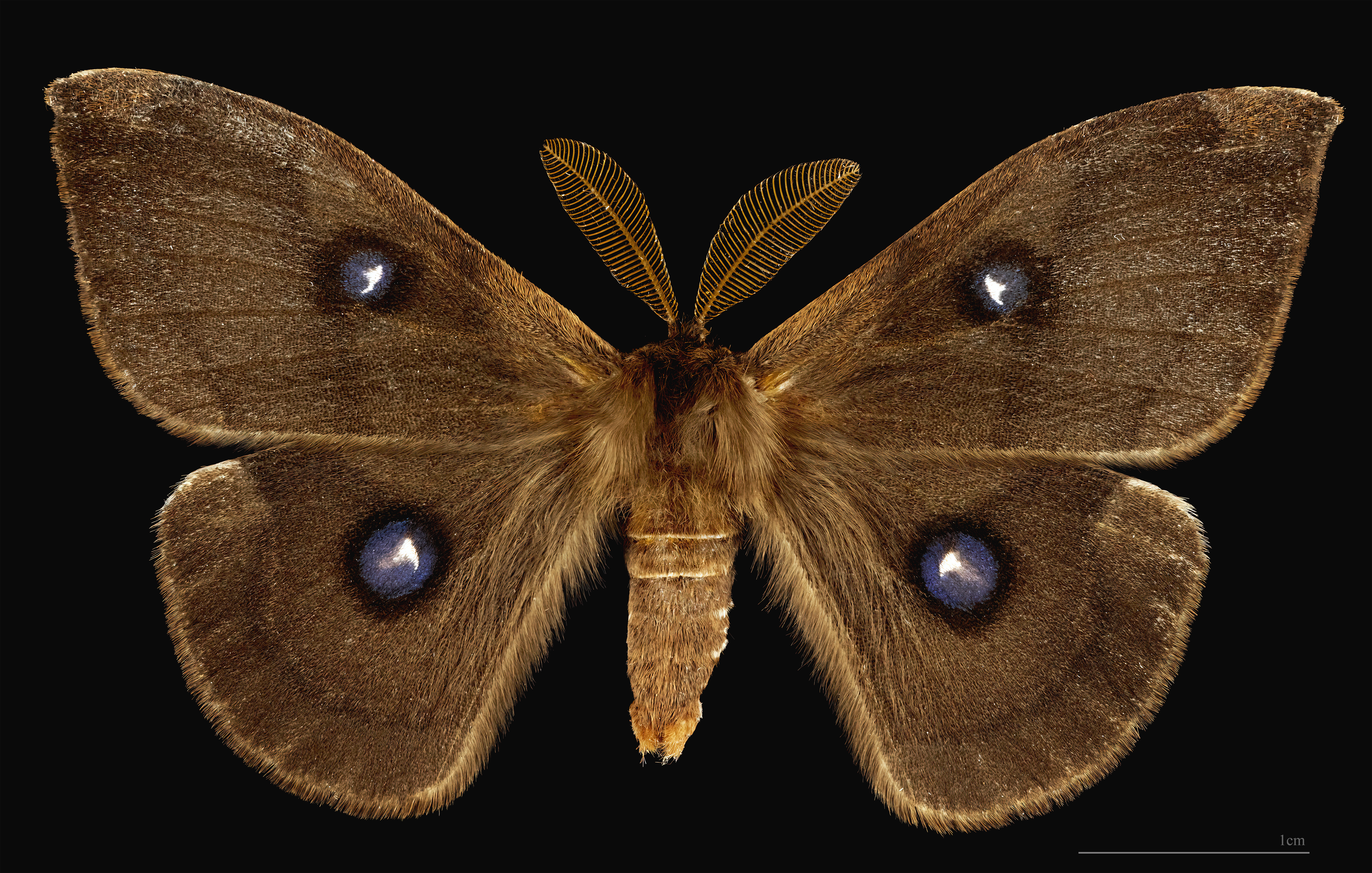
♂
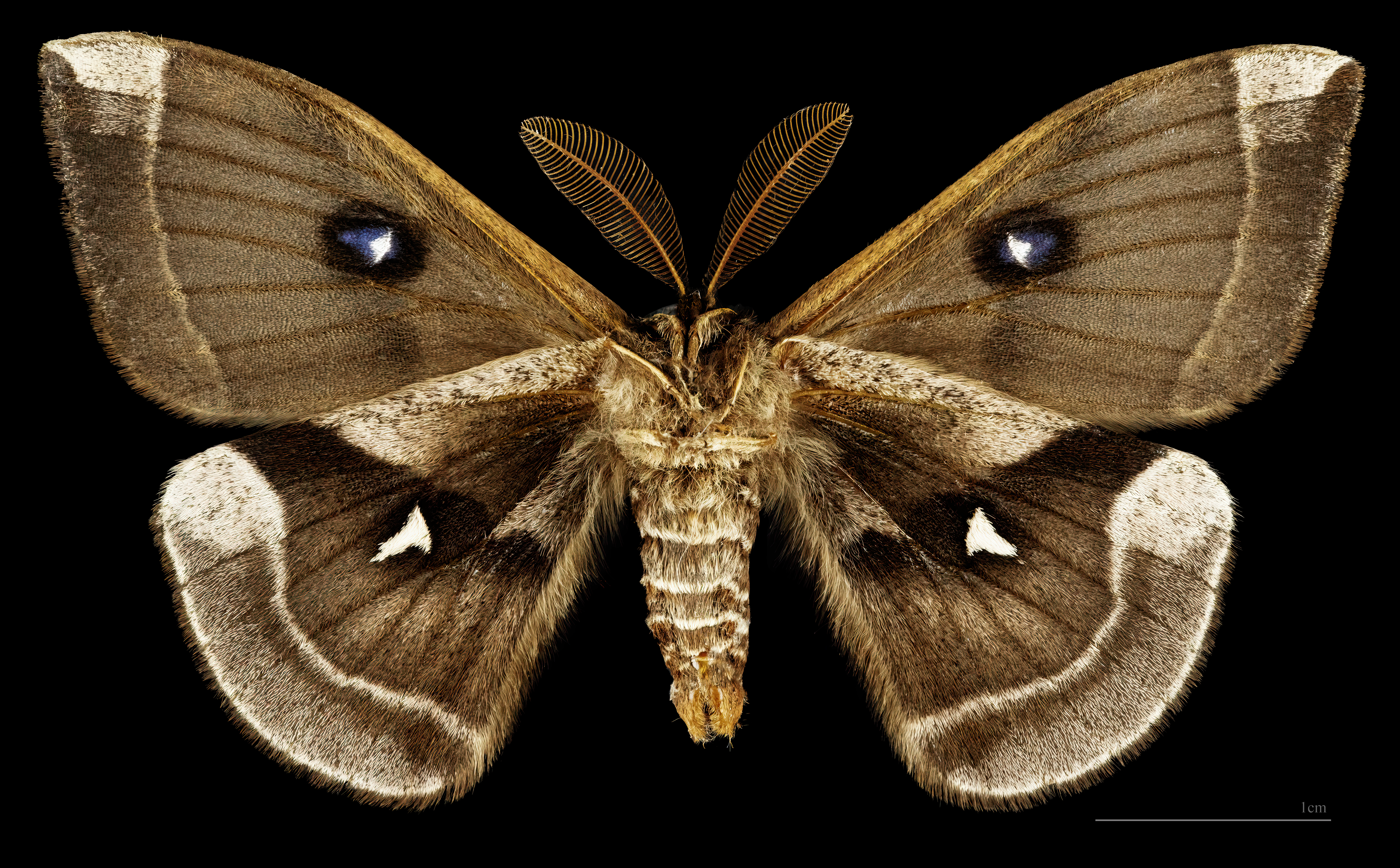
♂ △
♀
♀ △

- Aglia tau subsp. tau (Linnaeus, 1758)

Aglia tau
Aglia tau f. melaina